# Elle m’oublie
Elle m’oublie ist ein französischsprachiges Chanson, gesungen von Johnny Hallyday, das im Juni 1978 als 3:25 Minuten lange Single – mit der B-Seite La première pierre – und eine Woche später auch auf einer neuen LP (Solitudes à deux), jeweils auf dem Philips-Label, erschien. Text und Musik stammen aus der Feder von Didier Barbelivien.

## Text und Musik
Die Handlung des sehr melancholischen Lieds über eine Beziehung, die offenbar gerade durch die Frau beendet worden ist, wird in der Form einer monologisierenden Ich-Erzählung eines landwirtschaftlich tätigen Mannes vorgetragen. Der Hörer erfährt nichts über diese Beziehung, auch nicht, weshalb es zu der Trennung gekommen ist, ob es vielleicht einen Streit gab oder ob der Kontrast zwischen dem Landmenschen und der Großstädterin eine Rolle dafür gespielt hat. Er äußert kein einziges böses Wort über sie, sondern beschäftigt sich ausschließlich mit seiner eigenen Trauer über den Verlust, den das Ende der Beziehung für ihn bedeutet.
Formal wechseln sich hierin seine Gedanken darüber, was sie gerade tun mag, mit Impressionen seines eigenen Alltags ab. Ein Zusammenhang zwischen diesen beiden wird nicht explizit hergestellt, abgesehen davon, dass der Refrain ausschließlich aus der klagend vorgetragenen, dreifachen Feststellung „Sie vergisst mich“ (Elle m’oublie) besteht.
Die Frau hat sein Haus im Morgengrauen verlassen, ist – so vermutet der männliche Protagonist, der offensichtlich nicht mit ihrer Abreise gerechnet hatte – mit dem ersten Bus weggefahren und befindet sich jetzt längst irgendwo auf der Route Nationale 152, die am Ufer der Loire entlang führt. Er malt sich aus, wie sie unter ihren morgens hastig zu einem Dutt gebundenen Haaren die vorbeiziehende Landschaft betrachtet, dabei vielleicht vor sich hinmurmelt oder an Gott weiß was denkt. Und später am Tag, wenn die Sonne verschwindet, wird der Bus an einem Restaurant neben der Straße anhalten, wo sie zu Abend isst.
Er selbst wird zu dieser Zeit seine Flasche Wein austrinken, dabei den leeren Tisch anstarren, an seinen Fingernägeln knabbern und sich zu guter Letzt in den Garten legen, um die Sterne zu zählen – in der Hoffnung, dass es ihm dann morgen besser geht. Seine Einsamkeit wird mit diesen wenigen Worten nachdrücklich zum Ausdruck gebracht.
Allerdings kehren seine Gedanken gleich anschließend wieder zu der Frau und seinen Vermutungen, was sie jeweils tun wird, zurück. Morgen früh wird sie wieder in Paris sein, in ihrer gewohnten Umgebung, und ihre Eltern und Freunde wieder treffen. Spätestens dann, dessen ist er sich sicher, wird sie ihn bereits vergessen haben. Und er ist davon überzeugt, dass sie sich „spätestens in drei Wochen wieder verliebt“, weil sie in seiner Vorstellung „bereits jetzt vor ihrem Spiegel steht und glücklich ist“.
Anschließend kommt er erneut auf seine eigene Lage, diesmal auf seine ganz alltäglichen Sorgen und Aufgaben zu sprechen („Da ist noch ein Weizenfeld, wo Heu gemacht werden muss. Der Trecker ist kaputt, das passt auch dazu. Jetzt sollte ich mich besser um das Pferd kümmern“), ehe seine Gedanken ein letztes Mal zu der Frau und zu seinem eigenen seelischen Schmerz zurückkehren („Der Sommer geht zu Ende, sie vergisst mich und ich leide“).
Das Chanson besteht aus fünf Strophen à vier Zeilen, durchweg mit Paarreimen, und nach deren Ende folgt jeweils der kurze Refrain. Bei seiner Komposition verwendete Barbelivien erstmals eine Folge von absteigenden Akkorden, die ihm der Musiker Éric Charden kurz zuvor nahegebracht hatte. Die Melodie ist in E-Dur gehalten und im Viervierteltakt komponiert.
Die Aufnahmeleitung im Studio lag bei Eddie Vartan, einem Stiefbruder von Sylvie Vartan; begleitet wurde Hallyday vom Orchester Roger Loubet. Die Plattenhülle der Single-Veröffentlichung ist graphisch identisch mit der der Vinyl-LP: sie enthält auf der Vorderseite ein Schwarz-Weiß-Foto, auf dem  Hallyday, eine Gitarre über der Schulter, auf einem Feld steht und mit seinem Hund kommuniziert. Auf der Rückseite sieht man ihn von hinten, auf einem Stein sitzend und diesem Hund etwas auf der Gitarre vorspielend. Diese Gestaltung ist eine sehr plastische Veranschaulichung der „Einsamkeit zu zweit“, was nicht nur der Titel der LP ist, sondern die auch die gesamte Stimmung von Elle m’oublie prägt. Seit Mitte der 1960er Jahre und dem passenden Songtitel Noir c’est noir – der französischsprachigen Version des 1966er Los-Bravos-Hits Black Is Black – war dies das erste Hallyday-Cover, das nicht vielfarbig gestaltet war.

## Entstehung, Erfolge und Rezeption

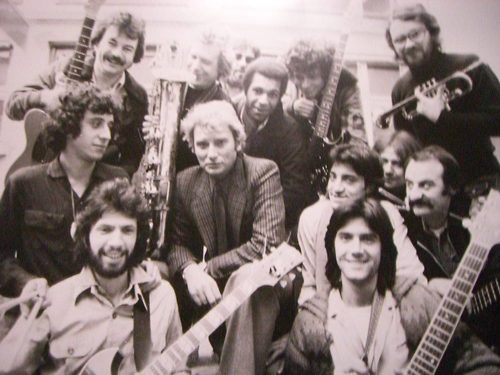
Johnny Hallyday 1978 mit Begleitmusikern

Didier Barbelivien hatte sich nicht vorstellen können, dass dieses Chanson ausgerechnet von Johnny Hallyday gesungen werden könnte − zu weit wich es von allem ab, was der Sänger über viele Jahre veröffentlicht hatte. Aber die Lebensgefährtin des Autors überzeugte ihn davon, es Hallyday vorzuspielen, und der war begeistert. Eddie Vartan hingegen fand, dass die Musik nicht zum Text passe, musste sich dann aber der Meinung des Chansonniers beugen.
Die Studioaufnahmesessions fanden zwischen Ende April und Ende Mai 1978 statt. Die Single brachte es bis auf Platz 5 in den französischen Charts und verkaufte sich in rund 800.000 Exemplaren. Das Chanson gehörte zu den lediglich elf Titeln auf einer nummerierten LP-Sonderedition, die Philips unter dem Titel Johnny 20 ans anlässlich seines 20-jährigen Künstlerjubiläums drei Jahre später herausgab. Außerdem wurde Elle m’oublie zwischen 1984 und 2018 auf einer zweistelligen Zahl von Langspielplatten erneut veröffentlicht.
Anlässlich der Internationalen Musikmesse 1978 in Cannes wurde dieses Chanson mit dem großen Schallplattenpreis (Grand Prix du disque) der französischen Autoren- und Komponisten-Vereinigung UNAC ausgezeichnet.
Der bereits zur französischen Ikone gewordene Hallyday („Johnny National“) hatte stets ein feines Gespür für den musikalischen Zeitgeist, und den griff er auch hier auf. Mit dieser Single-Auskopplung bewies er seine große musikalische Wandlungsfähigkeit: der ehemalige Rock ’n’ Roller, Yéyé-Sänger und Interpret auch manches seichten Liedguts war gereift und trug nicht nur mit diesem Lied zu der Feststellung bei, dass es in Frankreich in der zweiten Hälfte der 1970er zu einer „Vermischung von Rock und Chanson kam“. Das Lied begeisterte auch Pierre Saka, seit den 1950ern selbst Autor vieler erfolgreicher Liedtexte und später Verfasser etlicher Bücher über das Genre Chanson, für den das „sehr schöne“ Elle m’oublie und das gleichfalls 1978 erschienene J’ai oublié de vivre maßgeblich dazu beigetragen hatten, dass der Sänger das Jahr künstlerisch wie finanziell „mit einer günstigen Bilanz abschließen“ konnte. Auch für Didier Barbelivien markierte dieses Chanson „einen frühen Meilenstein in seiner schwindelerregenden Erfolgsspirale“ – und dies ungeachtet der Tatsache, dass zwei andere seiner Lieder im selben Jahr beim 23. Concours Eurovision de la Chanson die Plätze drei und vier belegten.
Ähnlich bewertet der Journalist und Chanson-Buchautor Christian-Louis Eclimont diesen „von der Klangfarbe her französischen Country-Song“ (D’une tonalité country à la française): „Das sentimental-depressive Epos“ sei „eines der gelungensten Stücke des Autors zum Nutzen eines Hallyday in Bestform, das man nicht verpassen sollte“.

## Belege und Anmerkungen
1. ↑  Liedtext und Video bei lyricstranslate.com
2. 1 2 3 4  Christian-Louis Eclimont, 1000 Chansons françaises, 2012, S. 577
3. ↑  Die RN 152, damals eine wichtige West-Ost-Magistrale zwischen Tours und Orléans, existiert auch heute noch. Sie wurde allerdings 2006 aufgrund des parallelen Verlaufes mit der Autoroute A 10 zur Départementalstraße D 2152 bzw. D 952A herabgestuft.
4. 1 2  Jérôme Pintoux: Les chanteurs français des années 60. Du côté de chez les yéyés et sur la Rive Gauche. Camion Blanc, Rosières-en-Haye 2015, ISBN 978-2-35779-778-9, S. 162
5. 1 2  Fabien Lecœuvre, 1001 histoires, 2017, S. 117
6. ↑  siehe die Partitur des Lieds bei boiteachansons.net
7. ↑  Philips hatte die LP zusätzlich auch noch als Tonbandkassette veröffentlicht; angesichts des kleinen Formats der Kassettenhülle fand darin nur das Frontseitenfoto Verwendung.
8. ↑  Plattenhülle bei hallyday.com
9. 1 2  Fabien Lecœuvre, 1001 histoires, 2017, S. 118
10. ↑  nach dem Datenblatt zu diesem Song bei lescharts.com
11. ↑  Gilles Verlant (Hrsg.), L’encyclopédie de la Chanson, 1997, S. 150
12. ↑  Pierre Saka: 50 ans de chanson française. France Loisirs, Paris 1994, ISBN 2-7242-5790-1, S. 76
13. ↑  Gilles Verlant (Hrsg.), L’encyclopédie de la Chanson, 1997, S. 155